# Folkestone and Hythe
Folkestone and Hythe ist ein District in der Grafschaft Kent in England. Verwaltungssitz ist Folkestone; weitere bedeutende Orte sind Elham, Hythe, New Romney, Lydd, Lympne und Sandgate. Bei Cheriton befindet sich das Portal des Eurotunnels.
Der Bezirk wurde am 1. April 1974 gebildet und entstand aus der Fusion der Boroughs Folkestone, Hythe, Lydd und New Romney sowie der Rural Districts Eltham und Romney Marsh.
Koordinaten: 51° 5′ N, 1° 10′ O